# Patrick Hutchinson
Patrick (Hutch) Hutchinson is een Amerikaanse geluidsman voor de band Queens of the Stone Age. Queens of the Stone Age-frontman Josh Homme beschouwt hem als "road brother" sinds de eerste samenwerking met de band Kyuss. Hutchinson maakt deel uit van de Palm Desert Scene.

## Biografie
Hutchinson groeide op in Halifax, Nova Scotia. Hier was hij al veel met muziek bezig. Vrienden speelden in bands terwijl Hutchinson zich meer interesseerde voor de productie en de presentatie van een band. Hij toerde met verschillende punkrockbandjes tot hij geluidstechnicus werd van Kyuss. Nadat deze groep uiteen was gegaan, vroeg Homme hem bij zijn nieuwe band Queens of the Stone Age.
Behalve voor Queens of the Stone Age heeft Hutchinson ook samengewerkt met bands als Mondo Generator, Eagles of Death Metal en The Raconteurs.
Naast Homme en Wayne Sherman was Hutchinson betrokken bij het project "Secret wall tattoos". Hierbij maakten de artiesten illustraties achter onder andere schilderijen en fotolijsten.

## Persoonlijk
Hutchinson woont in Joshua Tree, Californië.

## Discografie
| Jaar | Album/nummer                             | Band                             | Rol                                      |
| ---- | ---------------------------------------- | -------------------------------- | ---------------------------------------- |
| 1980 | Prisoner in the Street                   | Third World                      | Geluid (live)                            |
| 1994 | Welcome to Sky Valley                    | Kyuss                            | Producer op de bonuseditie (livenummers) |
| 1994 | Demon Cleaner                            | Kyuss                            | Producer 'Freedom Run'                   |
| 1994 | Live at the Marquee-Club                 | Kyuss                            | Producer                                 |
| 1994 | Gardenia                                 | Kyuss                            | Producer 'Conan Troutman'                |
| 1995 | ...And the Circus Leaves Town            | Kyuss                            | Geluid (live)                            |
| 1996 | Into the Void                            | Kyuss                            | Producer/mixage                          |
| 1996 | Shine!                                   | Kyuss                            | Opnamen                                  |
| 1998 | I Was a Teenage Hand Model               | Queens of the Stone Age          | Piano                                    |
| 2000 | Kyuss/Queens of the Stone Age            | Queens of the Stone Age en Kyuss | Mixage                                   |
| 2000 | Muchas Gracias: The Best of Kyuss        | Kyuss                            | Producer 'Freedom Run' en 'Gardenia'     |
| 2000 | Rated R                                  | Queens of the Stone Age          | Geluid en licht                          |
| 2000 | Human Beans                              | earthlings?                      | 'Text Consultant' op Rock Dove           |
| 2002 | Songs for the Deaf                       | Queens of the Stone Age          | Design en geluidstechnicus               |
| 2004 | Live at the Middle East 4.02.04          | The minibosses                   | Livegeluid                               |
| 2005 | Brass                                    | The minibosses                   | Effecten/geluid (live)                   |
| 2005 | Lullabies to Paralyze                    | Queens of the Stone Age          | Design                                   |
| 2005 | Muchas Gracias: The Best of Kyuss Vol. 2 | Kyuss                            | Producer livenummers                     |
| 2005 | III: The EP                              | Mondo Generator                  | Mixage 'Six Shooter (Live)'              |
| 2006 | Broken Boy Soldiers                      | The Raconteurs                   | Liveopname 'Broken Boy Soldier'          |